# Lluís Guinó
Lluís Guinó Subirós (Besalú, 29 de mayo de 1969) es un político español. Ha sido alcalde de Besalú y diputado al Parlamento de Cataluña en la IX, X, XI y XII Legislaturas.

## Biografía
Licenciado en Derecho, ha ejercido de abogado durante muchos años. Militante de Convergencia Democrática de Cataluña, fue elegido alcalde de Besalú en las elecciones municipales de 1995, y ha sido reelegido en todas las elecciones municipales desde entonces. También ha sido consejero comarcal de La Garrocha entre 1995 y 2003 y diputado de la Diputación de Gerona desde 2001 a 2007. Es miembro de la ejecutiva de la Asociación Catalana de Municipios y Comarcas (ACM) y de la Federación Española de Municipios y Provincias (FEMP).

## Parlament de Cataluña
Fue elegido diputado en las elecciones al Parlamento de Cataluña de 2010 y 2012. En 2013 fue nombrado presidente de la Comisión de Estudio de los Permisos de Prospección y Explotación de Hidrocarburos no Convencionales por medio de fracturación hidráulica.
Desde el 25 de julio de 2017 fue el vicepresidente primero en la Mesa del Parlamento de Cataluña en la XI legislatura autonómica de Cataluña en sustitución de Lluís Corominas.
Fue reelegido en las elecciones al Parlamento de Cataluña de 2015 dentro de las listas de Junts pel Sí y en las elecciones al Parlamento de Cataluña de 2017 dentro de las listas de Junts per Catalunya.

## Causa judicial
El Tribunal Supremo admitió a trámite el martes 31 de octubre de 2017, la querella presentada por la Fiscalía por rebelión, sedición y malversación  contra  cinco exmiembros de la Mesa del Parlamento de Cataluña, Carme Forcadell (expresidenta del Parlamento), Lluís Corominas, Anna Simó, Lluís Guinó, Ramona Barrufet, y contra el secretario Joan Josep Nuet, por participar en el procés y la declaración unilateral de independencia, a través de un procedimiento de urgencia que había sido declarado nulo por el Tribunal Constitucional, vulnerando en dicho acto los derechos de participación de los partidos políticos de la oposición y falseando la publicación de dicho proyecto, ya que el secretario general del Parlamento se negó a tramitarlo por inconstitucional. 
El Supremo designó como instructor del caso al magistrado Pablo Llarena, que citó a los querellados para tomarles declaración los días 2 y 3 de noviembre de 2017. Posteriormente en 2018, la acusación se limitó al delito de desobediencia y en octubre de 2020, el Tribunal Superior de Justicia de Cataluña condenó a Guinó, junto a los otros tres diputados de la Mesa del Parlamento de Cataluña, a veinte meses de inhabilitación, por desobediencia. En la sentencia se les condenaba por desobedecer con “contumacia” al Tribunal Constitucional y permitir que se tramitaran varias resoluciones que derivaron en el referéndum ilegal de 2017 y la declaración de independencia. La sentencia manifiesta igualmente que no se juzga la ideología de los acusados.
En noviembre de 2022, el Tribunal Supremo ordenó al TSJ catalán repetir el juicio por desobediencia por falta de imparcialidad de dos de los magistrados que componían el tribunal.